# 혼란 지형

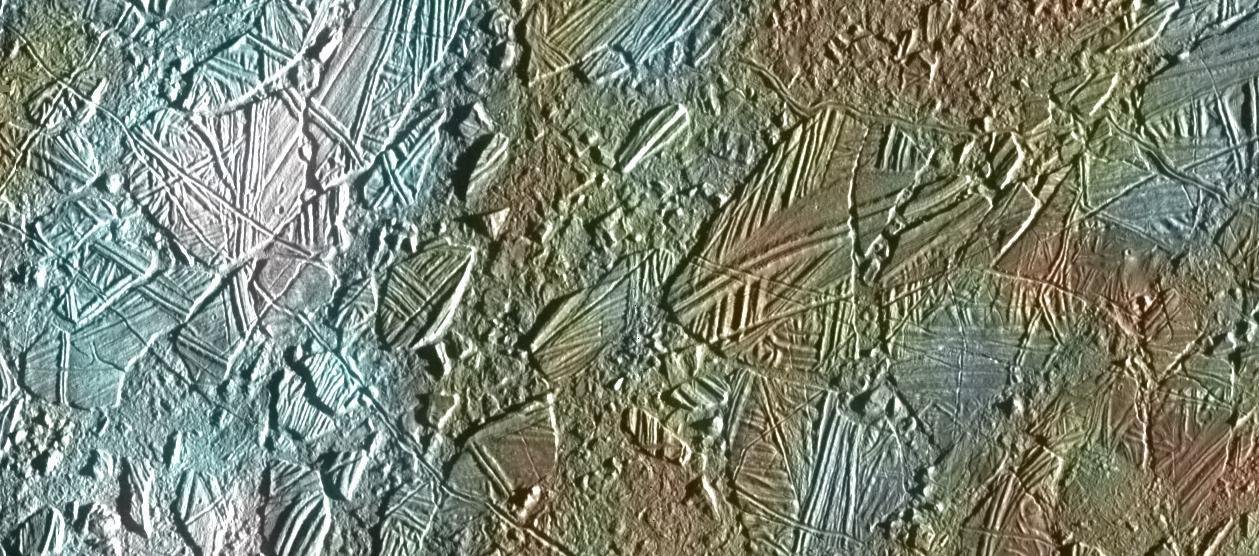
유로파의 코나마나 카오스

행성 지질학에서 혼란 지형 또는 혼란 지역(영어: chaos terrain 또는 chaotic terrain)은 행성의 표면에서 여러 능선, 균열, 평야 등이 뒤죽박죽 서로 섞여서 나타나는 표면 지형을 말한다. 혼란 지형은 수성, 화성, 목성의 위성인 유로파, 명왕성에 나타난다. 과학 용어로써 "혼란"(chaos, 카오스)은 명사의 일부를 이루고 있다(예시로, 유로파의 코나마나 카오스가 있다).

## 수성의 혼란 지형

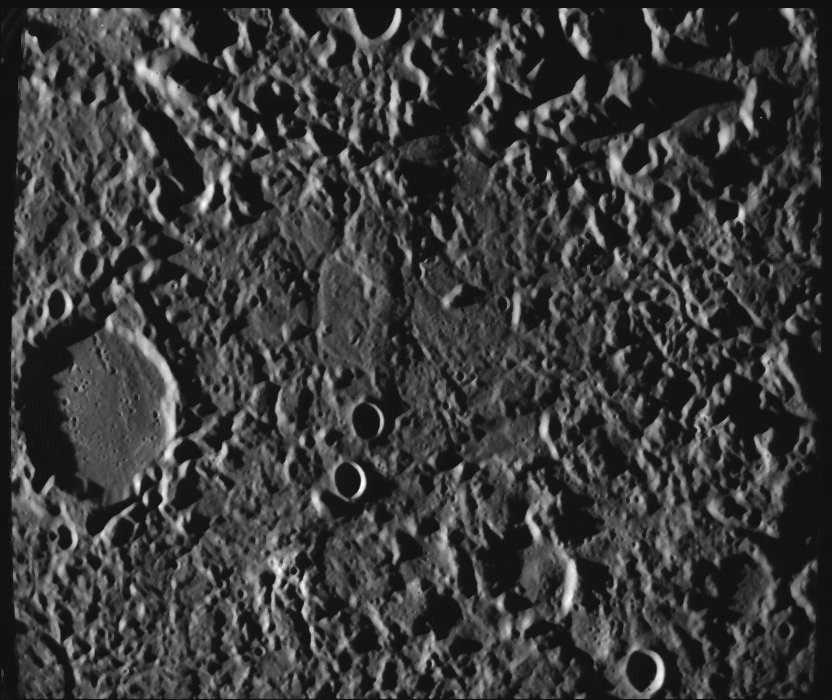
칼로리스 분지